# Petrovay Kristóf
Petrovay Kristóf (Budapest, 1963. július 31. –) magyar csillagász, asztrofizikus. A fizikai tudományok kandidátusa (1991), a Magyar Tudományos Akadémia doktora (2004). 

## Életpályája
Szülei Petrovay István és Szerb Judit. 1977–1981 között a budapesti ELTE Trefort Ágoston Gyakorlóiskola diákja volt. 1982–1987 között az Eötvös Loránd Tudományegyetem Természettudományi Karának fizikus-csillagász szakán tanult. 1987–1990 között ugyanitt a Csillagászati tanszék aspiránsa volt. 1990–1991 között az Oxfordi Egyetemen tanult. 1991-ben PhD fokozatot szerzett. 1991 óta a Magyar Tudományos Akadémia köztestületi tagja. 1991–1995 között az ELTE Csillagászati Tanszékén megbízott egyetemi adjunktus volt, 1999-től docens. 1992-ben egyetemi doktor lett. 1994-ben Potsdamban volt tanulmányúton. 1994 óta a Nemzetközi Csillagászati Unió tagja. 1995–1999 között a Kanári-szigeteki Asztrofizikai Intézet tudományos munkatársa volt. 1998-ban habilitált. 1999 óta az Eötvös Loránd Tudományegyetem egyetemi tanára. 2004-ben a Magyar Tudományos Akadémia doktora lett. 2005 óta a Magyar Tudományos Akadémia Csillagászati és Űrfizikai Tudományos Bizottság tagja, 2006–2011 között titkára volt, 2018 óta alelnöke. 2006–2009 között a Magyar Tudományos Akadémia Doktori Bizottságának tagja volt. 2007–2008 között Tajvanban tudományos főmunkatárs volt. 2012–2020 között a Magyar Tudományos Akadémia Lendület és Meghívás pályázatok bírálatánál szakértő volt. 2016–2022 között a Magyar Tudományos Akadémia XI. (Fizikai) Osztály választott doktor képviselő tagja volt. 2020-tól az Eötvös Loránd Kutatási Hálózat Csillagászati és Földtudományi Kutatóközpont külső tanácsadó testületének tagja.
Kutatási területe az asztrofizika, azon belül a szoláris magnetohidrodinamika. Kb. 50 publikáció szerzője.

## Művei
- Kozmikus fizika (társszerző, 2001)[5]
- A Csillagászati Tanszék negyed évezrede/A quarter millenium of the Department of Astronomy (2006)

## Díjai
- Széchenyi professzori ösztöndíj (2000-2003)
- Széchenyi István-ösztöndíj (2004-2006)[6]
- A MTA Fizikai Díja (2006)